# Song bế nhiều hoa
Song bế nhiều hoa (danh pháp khoa học: Paraboea multiflora) là loài thực vật có hoa trong họ Tai voi. Loài này được (R. Br.) B.L. Burtt miêu tả khoa học đầu tiên năm 1984.